# Llacunes de Rabassa
Les Llacunes de Rabassa són un paratge situat al nord-oest de la ciutat valenciana d'Alacant, proper al terme municipal de Sant Vicent del Raspeig. Es troben distribuïdes entre el Fondó de Piqueres, el Fondó Bo, el Toll, la Torreta, i envoltat pel Pla de lo Boix, els Margefons, el Fondó de lo Plater i Rabassa.
Existeixen tres llacunes permanents d'una certa profunditat i d'origen artificial, motivades per extraccions d'argila emprades per a la fabricació d'elements ceràmics. La zona té una vegetació molt escassa, encara que disposa d'alguns valors ambientals d'interés, especialment la fauna.

## Superfície
Les llacunes de Rabassa estan formades per tres llacs pseudonaturals. La llacuna gran, situada més al nord, compta amb 30.000 m²; la intermèdia, amb 8.000 m², i la situada més al sud, amb 20.000 m². Totes estan orientades en direcció sud-oest - nord-oest i tenen una profunditat de fins a 20 metres. També hi ha altres dues xicotetes llacunes naturals i tolles de menor grandària distribuïdes per les zones més baixes i erosionades de la depressió.

## Característiques ambientals
Quasi tots els terrenys circumdants estan coberts per muntanya baixa, amb espècies comunes com el timó, romer, esparreguera o fenoll. Així mateix, els sòls són de poca qualitat i no permeten vegetació de muntanya alta, pastures o regadius.
Pel que fa a la resta de la superfície, dominen els camps de cultiu, la majoria d'ells en abandonament, on dominen espècies nitròfiles i nitrohalòfiles associades a la presència humana. També hi ha espècies halòfiles adaptades a la salinitat.

### Geologia[3]
Les llacunes reposen sobre terrenys de l'Albià (Cretaci). Es tracta de calcàries arenicoses i margues arenoses que s'alternen rítmicament. La impermeabilitat d'estos materials es la causa de la formació d'estes llacunes. A més estos afloraments cretacis tenen a sostre, per dalt i de forma discordant una costra calcària o conglomerats del Plistocè (Quaternari) i també estan rodejats per materials més moderns margosos de l'Holocè (Quaternari).

## Clima
El mes més càlid és el juliol, amb una temperatura mitjana de 32 °C, mentre que el més fred és el gener, amb 10 °C. Pel que fa a les precipitacions, el mes més plujós és el novembre, amb una mitjana de 88 mm, i el més sec és el juliol, amb 6 mm, mentre que la mitjana anual és de 463 mil·límetres.

## Fauna
Existeixen aus com l'escabussonet comú (Tachybaptus ruficollis), catalogat d'interés especial, l'ànec collverd (Anas platyrhynchos), la garsa reial (Ardea cinerea), que és espècie protegida, el teixidor (Remiz pendulinus), catalogat com a sensible a l'alteració de l'hàbitat, així com altres espècies també protegides com el soliguer comú (Falco tinnunculus), l'abellerol (Merops apiaster) o el capsot comú (Lanius senator).

## Accessos
Estan situades al terme d'Alacant, entre l'autovia A-7, l'avinguda de la Universitat, la caserna militar de Rabassa i el camí que uneix el barri de Rabassa amb el Cementeri Municipal.